# The Danger Game
The Danger Game è un film muto del 1918 diretto da Harry A. Pollard.

## Trama
Clytie Rogers è una ricca ragazza della buona società. Quando scrive un romanzo la cui eroina è una socialite ladra e scassinatrice, il critico letterario Jimmy Gilpin è impietoso con lei, dichiarando che la trama del libro è del tutto inverosimile. Lei, per smentirlo, penetra in un appartamento da una finestra aperta ma viene arrestata da un poliziotto che la scambia per una nota ladra, Powder Nose Annie, e la porta in prigione. Gilpin, che la vede in carcere, finge di essere il bandito Jimmy of the Dives e fa in modo di farla evadere, coinvolgendola in una girandola di folli furti. Quando, alla fine, la riporta a casa, le rivela la sua vera identità. Clytie rimane sconcertata, ma perdona l'inganno e accetta la proposta di matrimonio di Gilpin.

## Produzione
Il film fu prodotto dalla Goldwyn Pictures Corporation.

## Distribuzione
Il copyright del film, richiesto dalla Goldwyn Pictures Corp., fu registrato il 1º aprile 1918 con il numero LP12264.

Distribuito dalla Goldwyn Distributing Company, il film uscì nelle sale cinematografiche degli Stati Uniti il 7 aprile 1918. Venne distribuito internazionalmente, uscendo in Danimarca il 21 ottobre 1919 con il titolo Den fortabte Datter. In Portogallo, fu distribuito il 28 ottobre 1921 con il titolo Com o Fogo Não se Brinca.

### Conservazione
Copia completa della pellicola si trova conservata negli archivi dell'Instituto Valenciano De Cinematografia di Valencia.